# Depot von Heřmaň
Das Depot von Heřmaň (auch Hortfund von Heřmaň) ist ein Depotfund der frühbronzezeitlichen Aunjetitzer Kultur aus Heřmaň im Jihočeský kraj, Tschechien. Es datiert in die Zeit zwischen 2000 und 1800 v. Chr. Das Depot ist heute zwischen dem Nationalmuseum in Prag, dem Stadtmuseum von Horažďovice und dem Stadtmuseum von Písek aufgeteilt.

## Fundgeschichte
Das Depot wurde vor 1927 östlich von Heřmaň von Arbeitern bei der Gewinnung von Material für die Regulierung des Flusses Blanice entdeckt. Die Fundstelle liegt nahe einer Anhöhe, etwa 8 m nördlich der Brücke über den heutigen Flusslauf.

## Zusammensetzung
Die genaue Zusammensetzung des Depots ist unklar. Es besteht mindestens aus 24 Bronzegegenständen, die Václav Moucha als Ringbarren, Tilmann Vachta hingegen als Ösenhalsringe klassifiziert. Von diesen befinden sich heute 18 in Prag und jeweils drei in Horažďovice und Písek. Nach Písek gelangten zudem eine Lanzenspitze und zwei Armringe. Die Lanzenspitze war 1932 zusammen mit einem der Ringe aus Heřmaň aus der Privatsammlung von Václav Krška in das Museum gelangt. Sie wurde 1969 gestohlen. Ihre Zugehörigkeit zum Depot ist unwahrscheinlich. Ob zwei nach Písek gelangte Armringe ebenfalls aus dem Depot von Heřmaň stammen, war für Moucha nicht überprüfbar.
Die leicht ovalen Ringe haben eine Länge zwischen 135 mm und 167 mm sowie eine Breite zwischen 115 mm und 135 mm. Ihr Gewicht liegt zwischen 181 g und 196 g. Das Gesamtgewicht der Gegenstände schätzt Moucha auf über 4,4 kg.